# Ісабель (провінція)
Ісабе́ль (англ. Isabel) — одна з провінцій (одиниця адміністративно-територіального поділу) Соломонових Островів. Включає в себе острів Санта-Ісабель. Площа - 4136 км², населення 26 158 осіб (2009). Адміністративний центр — Буала.